# Age of Conan
Age of Conan: Unchained ist ein 2008 als Age of Conan: Hyborian Adventures für Microsoft Windows erschienenes Massively Multiplayer Online Role-Playing Game (MMORPG) von Entwickler Funcom und Publisher Eidos Interactive. Das Spiel ist in der vom Romanautor Robert E. Howard erdachten Welt Hyboria angesiedelt, in der sich die Handlung seiner Fantasy-Geschichten um den Titelhelden Conan dem Cimmerier abspielt, die unter anderem 1982 als Conan der Barbar verfilmt wurden. Im Mai 2010 erschien die Erweiterung Rise of the Godslayer.
Age of Conan hat sich bis 2011 über 1,4 Millionen Mal verkauft und wechselte dann zu einem Free-to-play-Geschäftsmodell.

## Spielprinzip
Age of Conan folgt dem genretypischen Spielprinzip, nach dem der Spieler einen Charakter erstellt und individuell anpasst, eine Charakterklasse wählt und zusammen mit anderen Spielern oder alleine die frei begehbare Spielwelt erkundet, dabei Monster und andere Gegner bekämpft sowie Quests erfüllt, um seine Charakterstufe zu erhöhen, stetig bessere Ausrüstung einzusammeln und neue Fähigkeiten zu erlernen.
Im Unterschied zu anderen Genrevertretern sind Nahkampfangriffe in Age of Conan grundsätzlich als Area of Effect ausgelegt. Sie treffen alle Gegner, die sich im Wirkungsbereich der Waffe befinden. Im Nahkampf werden fünf Angriffsrichtungen unterschieden, welche in ihrer Ausführung den Gegner auch von unterschiedlichen Seiten treffen. Gegner passen ihre Verteidigung an die bevorzugte Angriffsrichtung des Spielers an. Spezielle Angriffsfertigkeiten im Nahkampf setzen nach Auswahl der Fertigkeit eine erfolgreich durchgeführte Schlagkombination voraus. Charakterklassen, die bevorzugt mit magischen Angriffen arbeiten, stehen im Nahkampf nur drei Angriffsrichtungen zur Verfügung. Auch Heilungszauber sind nicht auf ein ausgewähltes Ziel bezogen, sondern heilen alle befreundeten Ziele, welche sich in einem bestimmten Wirkungsbereich vor dem heilenden Spielercharakter befinden. Dadurch ist es auch hier notwendig, dass der Heiler und die anderen Mitglieder seiner Gruppe im Kampf auf ihre Position achten.

### Charaktere

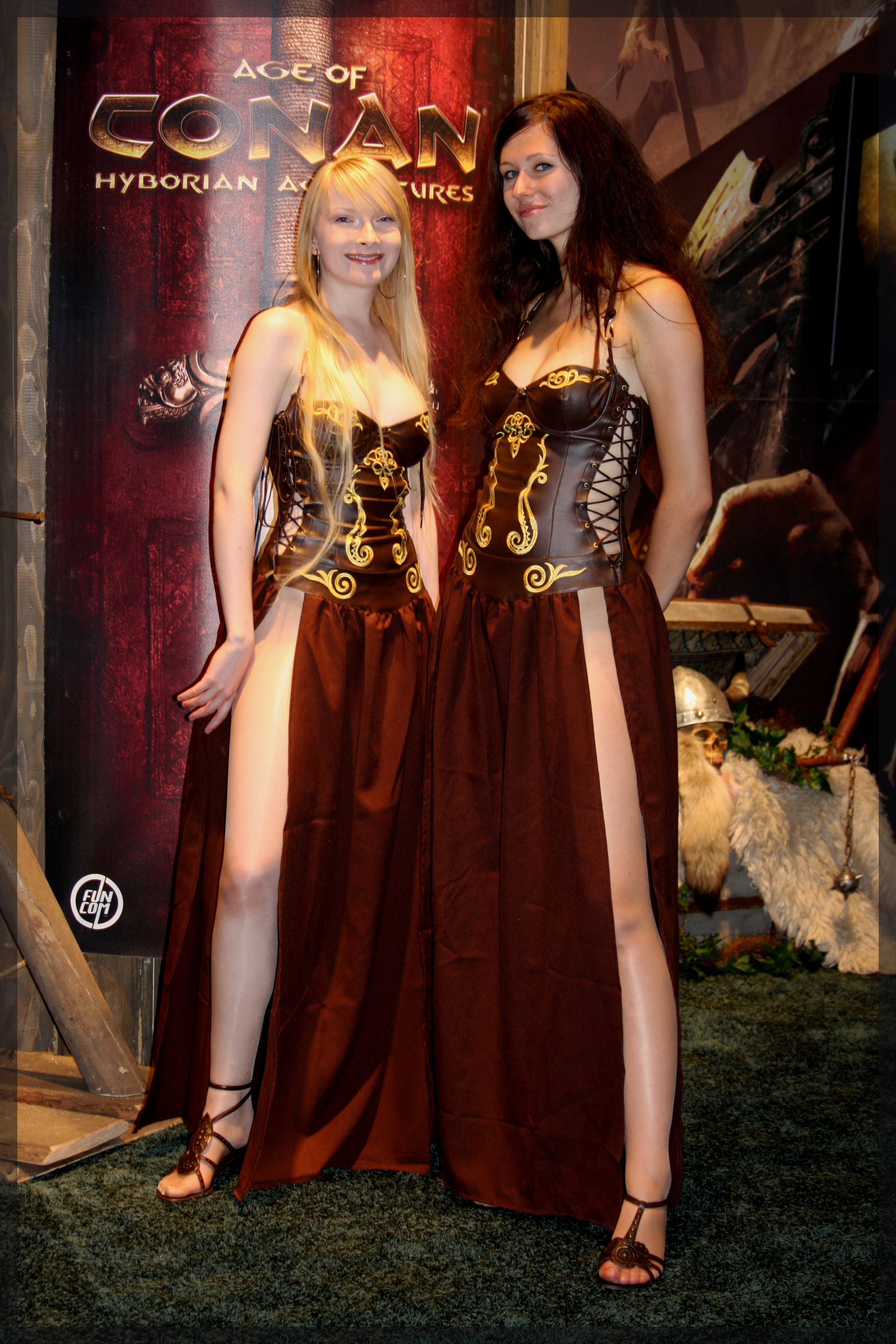
Messehostessen als Hyborierinnen aus Age of Conan

Der Spieler kann bei der Erstellung seiner Spielfigur aus drei Völkern Hyborias wählen: Aquilonier, Cimmerier und Stygier, und mit der Erweiterung Rise of the Godslayer die Khitai. Dabei kann er optische Anpassungen wie Körperbau, Haarfarbe, Tätowierungen, Gesichtszüge und Geschlecht vornehmen. Ferner stehen zwölf Charakterklassen zur Auswahl, welche genretypisch in die vier Archetypen Soldat, Schurke, Priester und Magier unterteilt sind. Die Wahl des Volkes schränkt hierbei die Charakterklassen ein, die zur Auswahl stehen. Die Unterklassen der einzelnen Archetypen unterscheiden sich voneinander unter anderem im ausgeteilten Schaden, der Fähigkeit zum Tragen unterschiedlich schwerer Rüstung oder der Effizienz von Heilungszaubern.
Ab Stufe 20 können beliebig viele aus sechs Berufen zum Sammeln von Rohstoffen erlernt werden. Zur Auswahl stehen Holzfäller, Weber, Pelzhändler, Steinhauer, Schürfer und Bergarbeiter. Ab Stufe 40 können zusätzlich zwei aus fünf Handwerksberufen erlernt werden. Zur Auswahl stehen Waffenschmied, Rüstungsschmied, Baumeister, Alchimist und Juwelenschleifer. Auch bei diesen Berufen erfolgt das Erlernen neuer Rezepte und Steigern der Handwerksfähigkeiten über das Lösen von Quests(z. B.das Herstellen von einem Set mittlerer Rüstung). Das Erlernen von Berufen erfolgt über das Lösen von Quests. Die Fähigkeit zum Sammeln höherwertiger Rohstoffe und zur Herstellung besserer Ausrüstung kann mit steigender Charakterstufe ausgebaut werden.
Mit der Erweiterung Rise of the Godslayer ist ein zusätzliches Fähigkeitensystem eingeführt worden, mit dem Charaktere sich durch alternative Aufstiegpunkte in den Kategorien Begabung, Meisterschaft und Kompetenz weiter spezialisieren können. Taktisch einsetzbare Spezialfähigkeiten hielten über das sogenannte Vergünstigungs-System Einzug.

## Entwicklung
Das von Eidos Interactive zunächst auf DVD-ROM vertriebene Videospiel wurde von dem in Oslo angesiedelten Spielehersteller Funcom entwickelt und erschien im europäischen Raum in den Sprachfassungen Deutsch, Englisch, Französisch und Spanisch. Für den Soundtrack des Spiels war der norwegische Musiker Knut Haugen verantwortlich, welcher zur Unterstützung der Gesangsparts die Sängerin Helene Bøksle hinzuzog. Softwareseitig unterstützt Age of Conan bei Mehrkernprozessoren aktiv die Nutzung von zwei Prozessorkernen für die anfallenden Rechenvorgänge. Seit 2009 unterstützt Age of Conan DirectX 10.
Rund zwei Jahre nach Veröffentlichung erschien die Erweiterung Rise of the Godslayer, die insbesondere Inhalte für Spieler mit hoher Charakterstufe ergänzte. Das neue Gebiet Khitai wurde eingeführt, das Anleihen aus dem mittelalterlichen China und Korea nimmt und neue Quests, Fähigkeiten, Gegner und Beute für Spieler auf Stufe 80 bietet.
Bis Mitte 2011 war ein monatliches Abonnement erforderlich, um Age of Conan zu spielen. Zum 1. Juli 2011 wechselte das Spiel wegen abnehmender Spielerzahlen auf ein Free-to-play-Modell und änderte seinen Titel zu Age of Conan: Unchained. Seitdem finanziert sich das MMORPG über optionale Abonnements von Zusatzinhalten in Höhe von 13 Euro pro Monat sowie einen Item-Shop, in dem sich mit Echtgeld Spielgegenstände erwerben lassen. Spielern der kostenfreien Version stehen ausgewählte Völker und Klassen während der Charakterwahl und weitere Spielfunktionen nicht zur Verfügung. Abgesehen von einigen Instanzen ist die gesamte Spielwelt kostenfrei zugänglich. Im Februar 2013 erschien Age of Conan: Unchained auf Steam.

## Rezeption
Laut Metacritic erhielt Age of Conan „insgesamt positive Kritiken“ der Spielepresse. Der Wertungsaggregator ermittelte eine Gesamtwertung 80 von 100 Punkten auf Grundlage von 44 Rezensionen. Zur Veröffentlichung des Spiels wurden vielfach technische Mängel und unfertige Spielfunktionen kritisiert. So waren das Spieler-gegen-Spieler-System und die Handwerksberufe noch nicht vollständig implementiert oder funktionierten nicht richtig.
GameSpot hob in seinem Test ein hervorragendes Design der Spielwelt, ein spannendes Kampfsystem, fesselnde Quests und vielseitige Charakterklassen hervor. Bemängelt wurden zahlreiche server- wie clientseitige technische Fehler, fehlende Aktivitäten abseits des Kämpfens und kleinere Nachlässigkeiten im Game Design. Insgesamt sei Age of Conan „eines der besten verfügbaren Online-Rollenspiele“ zum Zeitpunkt des Tests und erhielt 8,5 von 10 Punkten. Kritischer urteilte Wired, das ein innovatives Kampfsystem, die grafische Gestaltung und insbesondere Kämpfe zwischen Spielern als Kernelement des MMORPG herausstellte. Wer jedoch mehr Wert auf das gemeinsame Spiel gegen Monster und Nicht-Spieler-Charaktere lege oder alleine die Spielwelt bereise, sei bei vielen anderen Spielen besser aufgehoben. Insgesamt fehle es in diesen Bereichen an Feinschliff und innovativem Gameplay.
GameStar bewertete Age of Conan im ersten Test nach Veröffentlichung noch als „lange nicht fertig“, die Welt dennoch als stimmig und das Kampfsystem als spannend und bewertete mit 85 von 100 Punkten. Nach einem erneuten Besuch der Spielwelt zur Veröffentlichung der Erweiterung Rise of the Godslayer im Juni 2010 attestierte GameStar dem Hersteller dann spürbare Nachbesserung. Nicht nur seien diverse Fehler behoben worden, auch hätte das MMORPG an Inhalt und Atmosphäre zugelegt und sei „das wohl hübscheste, actionlastigste und blutigste Online-Rollenspiel seiner Zeit“. Die Wertung wurde auf 90 Punkte angehoben. Eine weitere Neubewertung anlässlich des Wechsels hin zum Free-to-play-Modell und dem Titel Unchained im Jahr 2011 bemängelte die Exklusivität diverser Inhalte für zahlende Spieler, hatte aber keinen Abzug in der vergebenen Punktzahl zur Folge.
In einer retrospektiven Betrachtung von Mein MMO im Januar 2023 sei vom hohen Spielerandrang zur Veröffentlichung 15 Jahre später nicht mehr viel zu erkennen. Wegen fehlender Inhalte und zahlreicher Programmfehler hätten viele Spieler die Conan-Spielwelt schon bald danach wieder verlassen. Auch der Wechsel weg vom kostenpflichtigen Abonnementmodell 2011 habe dem Spiel nicht zu einem merklichen Anstieg der Spielerdichte verholfen und die Weiterentwicklung verlief auch danach schleppend. Ein Einstieg lohne sich 2023 nur noch für Fans klassischer MMORPG oder Liebhaber der Conan-Lizenz.

### Spielerzahlen
In der ersten Woche nach Veröffentlichung wurden 400.000 Spielerkonten gezählt, die Hälfte davon aus Nordamerika. In den ersten fünf Wochen verkaufte der Publisher mehr als eine Million Lizenzen des Spiels. Bis zum Wechsel des Geschäftsmodells von monatlichem Abonnement hin zu Free-to-play in 2011 hatte sich Age of Conan 1,4 Millionen Mal verkauft.

### Auszeichnungen
Age of Conan erhielt schon vor seiner Veröffentlichung Aufmerksamkeit. Das Spiel wurde sowohl auf der Electronic Entertainment Expo 2005 von den Redakteuren der Website GameSpot als auch 2006 von Yahoo, GameSpot und Gamespy jeweils als bestes MMOG der Messe ausgezeichnet. Des Weiteren wurde es von IGN zum besten durchgehenden Online-Spiel gekürt. Nach seiner Vorstellung auf der E3 2007 erhielt der Titel erneut drei Auszeichnungen. Im selben Jahr wurde das Spiel auf der Games Convention in Leipzig vorgestellt und von deutschen Pressevertretern als das beste Online-Spiel der Messe gewürdigt.

### Zensur und Altersfreigabe
Das Spiel erhielt in Deutschland von der Unterhaltungssoftware Selbstkontrolle keine Jugendfreigabe gemäß § 14 JuSchG. Im Gegensatz zur ungeschnittenen europäischen Version, welche auch die deutsche Sprachausgabe enthält, ist die deutsche Version von Age of Conan zensiert. Im Spiel wurden vier der „Finishing-Moves“ entfernt und viele weitere zensiert. So ist es nicht mehr möglich, Gegnern den Kopf oder Gliedmaßen abzuschlagen. Die Zensur wird aktiviert, sobald man bei der Registrierung den deutschen CD-Key eingibt.